# Йозеф Седлачек (1912)
Йозеф Седлачек (чеськ. Josef Sedláček; 28 січня 1912, Гостоунь — 15 січня 1985) — чеський футболіст. Відомий виступами, зокрема, у складі клубу «Спарта» (Прага) і національної збірної Чехословаччини.

## Футбольна кар'єра
У 1933 році він перейшов з клубу «Крочеглави» до Спарти. Зі «Спартою» був дворазовим чемпіоном Чехословаччини і володарем Кубка Мітропи.
З осені 1938 року до вересня 1940 року грав у «Пардубиці» (43 гри і 19 голів у лізі), звідки перейшов до «Богеміанса». Потім грав за клуб «Прага XVII».
21 лютого 1937 року зіграв за збірну Чехословаччини в матчі проти Швейцарії, який завершився перемогою з рахунком 5:3.
У багатьох джерелах він згадується як Йозеф Седлачек II, щоб відрізнити його від тезки Йозефа Седлачека I.

## Титули і досягнення
- Чемпіон Чехословаччини (2):

«Спарта» (Прага): 1936, 1938
- Срібний призер чемпіонату Чехословаччини (3):

«Спарта» (Прага): 1934, 1935, 1937
- Володар Середньочеського кубка (2):

«Спарта» (Прага): 1934, 1936
- Володар Кубка Мітропи (1):

«Спарта» (Прага): 1935
- Фіналіст Кубка Мітропи (1):

«Спарта» (Прага): 1936